# Jan Sjunnesson
Jan Claes Ivan Sjunnesson, född den 11 april 1958 i Norrköpings Östra Eneby församling, Östergötlands län, är en svensk skolledare och journalist.

## Biografi
1983 startade Jan Sjunnesson en lokal alternativ kultur- och reportagetidning i Uppsala, Uppsalamagazinet efter dansk (København) och skånsk förebild (Den Hialöse). 1992 startade han ett offentligt diskussionsforum, Fritt Forum, vid Uppsala Stadsbibliotek och senare även föreläsningsföreningen Fri Folkbildning och Yttrandefrihetombudsmannen i Stockholm.
Sjunnesson tog filosofie kandidatexamen i praktisk filosofi vid Uppsala universitet 1989, folkhögskollärarexamen vid Linköpings universitet 1992, filosofie magisterexamen i pedagogik 2004 vid Uppsala universitet och 2005 filosofie magisterexamen i filosofi vid Södertörns högskola. Han har också studerat filosofi vid Fribourgsuniversitet i Schweiz och The New School (NY, USA). Han har tidvis bott i USA, Danmark, Schweiz och Indien.
Åren 2004–2007 var han biträdande rektor vid Hjulstaskolan och Fryshuset gymnasium. 1998–2004  och 2009–2013 var han föreläsare vid lärarutbildningarna  vid  Uppsala respektive Stockholms universitet. Under år 2010 var han "associate director" för  School Choice Campaign  vid Centre for Civil Society(en) i Indien. Åren 2010–2011 var han rektor vid Yrkesgymnasiet.
Han var 2014–2015 chefredaktör och ansvarig utgivare för Sverigedemokraternas då nystartade webbtidning Samtiden. Därefter skrev han för Dispatch International,  Nya Tider, Avpixlat och startade webbtevekanalen Swebbtv tillsammans med Mikael Willgert. 2021 blev han kolumnist i Bulletin.

## Deltagande i samhällsdebatten
Sjunnesson var från 1977 medlem och aktiv i Kommunistisk Ungdom och Vänsterpartiet Kommunisterna, sedan i Folkpartiet, Sverigedemokraterna och Medborgerlig Samling. Han engagerade sig 1980–2000 för internationell solidaritet och för flyktingar.
I en artikel på Newsmill skrev han 2012:
| ” | Vad kostar invandringen i indirekta kostnader? Hur många måste Sverige ta emot utifrån konventioner och avtal? Vad motsvarar den invandring vi beviljar tillstånd men som vi kan avstå från? Hela grundskolan eller hela gymnasieskolan plus rättsväsendet visar beräkningar. Räcker pengarna till alla eller ska vi koncentera beviljade tillstånd till de flyktingar vi måste ta emot? Jag förordar det senare och anser vi har råd med 20 miljarder för att ta vårt ansvar. Allt ovan denna gräns bör diskuteras utifrån rimliga och ekonomiska konsekvenser. | „ |

Jan Sjunnesson arrangerade 2015 och 2016 Pride Järva, en alternativ Pride-parad i Tensta och Rinkeby. Paraderna fick mycket medial uppmärksamhet och kritiserades för att använda hbtq-personers kamp som ett slagträ mot exempelvis muslimer, samt att de eventuellt kunde vara ett varumärkesintrång gentemot festivalen Stockholm Pride.